# Jadąc do Babadag
Jadąc do Babadag – książka Andrzeja Stasiuka opublikowana w 2004 roku.
Jest to zbiór wspomnień i refleksji autora z podróży, które odbywał kilkakrotnie przez kraje środkowo-wschodniej Europy, takie jak: Słowacja, Węgry, Słowenia, Chorwacja, Albania, Ukraina, Rumunia czy też Mołdawia i Naddniestrze. Wspomina także Beskid Niski.
Autor wspomina ludzi, obyczaje, opisuje miejsca i krajobrazy. Podróżuje samochodem, pociągiem, autostopem oraz promem. Na szczególną uwagę zasługują refleksje pisarza nad mentalnością i obyczajami mieszkańców tej części Europy, uważanej przez wielu za prymitywną i zacofaną. Jest to książka podróżnicza, ale nie tylko w sensie geograficznym. Jest to także podróż w sensie duchowym. Refleksja nad bytem i przemijaniem.
Książka zawiera zdjęcie niewidomego cygańskiego skrzypka zrobione w 1921 przez André Kertésza w Abony, które autora prześladuje. Autor nie jedzie do Babadag, tylko dwukrotnie przez to miasteczko przejeżdża.

## Nagrody
- Nike 2005[1]